# Надя Хашими
Надя Хашими (на английски: Nadia Hashimi) е американска писателка от афганистански произход, авторка на бестселъри в жанровете съвременен роман и драма.

## Биография
Родена е в Ню Йорк, САЩ през 1978 г. Родителите ѝ са емигрирали от Афганистан в началото на 1970-те години, за да учат и работят. Има по-малък брат. Израства в Ню Йорк и щата Ню Джърси. Получава бакалавърска степен по близкоизточни науки и биология в университета „Брандис“, завършва медицинско училище в Бруклин и магистърска степен по педиатрия в Щатския университет на Ню Йорк.
В Ню Йорк става активистка на афганистанско-американската общност за популяризиране на афганистанската култура. След дипломирането си се премества в щата Мериленд, където работи като педиатър. Там се включва в групата „Лейди Док“ на местни лекарки, които водят общ блог.
На 4 юли 2008 г. се омъжва за Амин Амини, неврохирург. През 2009 г. двамата отиват на остров Наксос в Гърция. Там чете много, вкл. романи на Джойс Каръл Оутс, и решава сама да започне да твори. Пише в свободното си време, докато работи във Вашингтонския център за спешна помощ и по време на първата си бременост.
Първият ѝ роман „Перлата, която се освободи от черупката си“ е публикуван през 2014 г. Книгата става бестселър и я прави известна.
През 2017 г. се кандидатира за Конгреса от името на Демократическата партия.
Надя Хашими живее със семейството си в Потомак, Мериленд.

## Произведения
Самостоятелни романи
- The Pearl That Broke Its Shell (2014)
Перлата, която се освободи от черупката си, изд.: „Сиела“, София (2017), прев. Елика Рафи
- When the Moon is Low (2015)
- A House Without Windows (2016)
- One Half from the East (2016)
- The Sky at Our Feet (2018)